# Simon Flexner
Simon Flexner (Louisville, 25 de março de 1863 — Nova Iorque, 2 de maio de 1946) foi um médico, cientista, administrador e professor de patologia experimental na Universidade da Pensilvânia (1899–1903).

## Carreira
Ele atuou como o primeiro diretor do Rockefeller Institute for Medical Research (1901–1935) (mais tarde desenvolvido como Rockefeller University) e curador da Fundação Rockefeller. Ele também foi amigo e conselheiro de John D. Rockefeller Jr.
Entre as conquistas mais importantes de Flexner estão os estudos sobre poliomielite e o desenvolvimento do tratamento com soro para meningite. Entre seus assistentes de laboratório estavam Hideyo Noguchi e Cornelius Rhoads, posteriormente diretores do Memorial Hospital e do Sloan-Kettering Institute, respectivamente.
A espécie de bactéria Shigella flexneri foi nomeada em reconhecimento a Flexner. Além disso, Flexner foi o primeiro a descrever as rosetas de Flexner-Wintersteiner, um achado característico no retinoblastoma, um tipo de câncer.